# René Marsiglia
Pour les articles homonymes, voir Marsiglia.
René Marsiglia, né le 17 septembre 1959 à Aubagne, dans les Bouches-du-Rhône, et mort le 25 septembre 2016 à Cagnes-sur-Mer (Alpes-Maritimes), est un footballeur puis entraîneur français.

## Biographie

### Joueur
René Marsiglia évolue principalemennt au poste d'arrière gauche.
Il joue principalement en faveur du Lille OSC, du Racing Club de Lens, du Sporting Toulon Var, et de l'OGC Nice.
Il est le capitaine de l'OGC Nice durant les années 1990, club avec lequel il remporte le titre de champion de France de Ligue 2 en 1994.
Il joue un total de 345 matchs en Division 1, inscrivant 9 buts. Il joue également cinq matchs en Coupe UEFA, sans inscrire de but.
Il est demi-finaliste de la Coupe de France en 1983 avec Lille puis en 1988 avec Nice.

### Technicien
Il dirige le centre de formation de l'OGC Nice jusqu'en juillet 2010, période à laquelle il est nommé co-entraîneur des pros en compagnie d'Éric Roy et de Frédéric Gioria. 
Le 15 novembre 2011, il est nommé entraîneur de l'OGC Nice en remplacement d'Éric Roy.
Le 21 mai 2012, le lendemain du maintien de son équipe en Ligue 1, son contrat d’entraîneur de l'OGC Nice n'est pas renouvelé.
Le 26 décembre 2013, il est nommé entraîneur du Nîmes Olympique pour une durée de 18 mois plus une saison optionnelle en cas de maintien en Ligue 2. Il est remplacé en juin 2014 par José Pasqualetti.
Il meurt d'un cancer le 25 septembre 2016 à l'âge de 57 ans.

## Clubs

### Joueur
- 1968-1972 : Aubagne
- 1972-1976 : SO Caillols
- 1976-1978 : US Boulogne
- 1978-1983 : Lille OSC
- 1983-1985 : RC Lens
- 1986-1987 : Sporting Toulon Var
- 1987-1994 : OGC Nice
- 1994-1995 : Amiens SC

### Technicien
- Amiens SC (formation)
- Novembre 1998 à février 2000 : Amiens SC
- 2000-2001 : Le Havre AC (formation)
- 2001-2002 : AS Cannes
- 2002-2003 : Olympique d'Alès
- 2003-08/2004 : AS Cannes
- Juillet 2005 à juin 2006 : à la cellule recrutement de l'OGC Nice, supervise les joueurs des pays européens.
- Juin 2006 à juillet 2010 : directeur du centre de formation de l'OGC Nice
- Juillet 2010 à novembre 2011 : coentraineur des pros de l'OGC Nice.
- Novembre 2011-2012 : entraîneur de l'OGC Nice.
- 2012-2013 : Dubaï Club
- 2013-2014 : Nîmes Olympique

## Statistiques
Mis à jour le 26 décembre 2013.
| OGC Nice        | 15 novembre 2011 | 21 mai 2012       | 29 | 9  | 9  | 11 | 31,0 |
| Dubaï Club      | 4 juillet 2012   | 13 juin 2013      | 35 | 8  | 10 | 17 | 22,9 |
| Nîmes Olympique | 26 décembre 2013 | 25 septembre 2016 | 19 | 6  | 8  | 5  | 31,5 |
| Total           | Total            | Total             | 83 | 23 | 27 | 33 | 26,6 |